# Ángel de San Pedro Aymat
Ángel de San Pedro Aymat (23 de diciembre de 1873-¿?) fue un militar español.

## Biografía
Aymat ngresó en la Academia General Militar el 26 de agosto de 1893, e intervino en las guerras de Cuba y África. Ascendió al rango de general de brigada el 29 de diciembre de 1933. En julio de 1936 mandaba la VII Brigada de Infantería, con sede en Barcelona. Los oficiales subordinados que estaban comprometidos con el golpe le detuvieron una vez que dio la sublevación en Barcelona dio comienzo, aunque sería liberado poco después, tras el fracaso de la misma. A pesar de mantenerse fiel al gobierno republicano, no llegó a ocupar ningún puesto relevante durante el resto de la contienda. Al final de la misma fue hecho prisionero por los franquistas, juzgado y condenado a 12 años de prisión, además de ser expulsado del Ejército.